# Айдомаджоре
Айдомаджоре (итал. Aidomaggiore) — коммуна в Италии, располагается в области Сардиния, в провинции Ористано.
Население коммуны составляет 542 человека (2008 г.), плотность населения составляет 13 чел./км². Занимает площадь 41 км². Почтовый индекс — 9070. Телефонный код — 0785.
Покровительницей коммуны почитается Пресвятая Богородица-Заступница, празднование 24 мая.

## Демография
Динамика населения:

## Администрация коммуны
- Официальный сайт: http://www.comuneaidomaggiore.it